# Aeroportul Municipal Douglas
Aeroportul Municipal Douglas (IATA: DGL, ICAO: KDGL, FAA LID: DGL) este un aeroport din Douglas⁠(d), Comitatul Cochise, Arizona, Arizona, Statele Unite ale Americii ce deservește zona Douglas⁠(d). A fost numit după zona deservită.
Situat la o altitudine de 1.272 m, aeroportul dispune de 1 pistă.

## Infrastructură

### Piste
Aeroportul dispune de o singură pistă. Pista 03/21 are suprafața de asfalt și dimensiunile 5.760 picioare × 75 picioare. 